# سورل و پسر
سورل و پسر (انگلیسی: Sorrell and Son) فیلمی به کارگردانی هربرت برنون در سبک درام است که در سال ۱۹۲۷ منتشر شد. از بازیگران آن می‌توان به اچ. بی. وارنر، آلیس جویس، کرمل مایرز، پل مک‌آلیستر، لایونل بلمور، استفنی تیگ و ماری نولان اشاره کرد.